# هلبرشتات
هلبرشتات (بالألمانية: Halberstadt) عاصمة مقاطعة هارتس في ولاية ساكسونيا أنهالت شرقي ألمانيا. تقع على طريق الإطار الخشبي الألماني وطريق ماغدبورغ تاله الحديدي.
تضررت البلدة بشدة في الحرب العالمية الثانية، إلا أنها لاتزال تحتفظ بالعديد من المباني التاريخية الهامة والكثير من بلدتها القديمة. تشمل معالم هلبرشتات كاتدرائية هلبرشتات وكنيسة سيدتنا المبنيتان في القرنين الثاني عشر والثالث عشر على التوالي. هلبرشتات هي موقع أول أرغن ذو أنابيب دائم موثق بشكل كبير أنشأ في عام 1361. تتميز الكاتدرائية من بين تلك في البلدات الأوروبية الشالمية باحتفاظها خزينتها القروسطية في حالة كاملة تقريباً. من بين كنوزها أقدم متقبية منسوجات في أوروبا، تعود إلى القرن الثاني عشر.
جرمانيا هلبرشتات هو نادي كرة قدم نادي يلعب في مدينة هلبرشتات.

## التاريخ
تبعت هلبرشتات الأسقفية في عام 814 وكانت نقطة تجارة شعبية في القرنين الثالث عشر والرابع عشر. عُـلمـِنت أسقفية هلبرشتات في عام 1648 وفقاً لصلح وستفاليا، وأصبحت إمارة هلبرشتات داخل براندنبورغ بروسيا. وكان يواكيم فردريش فون بلومنتال أول حاكمها من غير رجال الدين.
أصبحت هلبرشتات جزءاً من مملكة بروسيا في عام 1701، ولكنها صارت جزءاً من مملكة وستفاليا العميلة لنابليون سنة 1807. وفي يوليو 1809، هزم الفيلق السود البراونشفايغي فوجاً وستفالياً في البلدة بمعركة هلبرشتات. بعد هزيمة نابليون، استعادت بروسيا المدينة وأديرت لاحقاً ضمن مقاطعة ساكسونيا.
في أبريل 1945، اقتربت القوات الأمريكية من هلبرشتات بهجومها على القوات النازية المتبقية في جيب هارتس الذي لم يدم طويلاً. وأسقطت منشورات تعليمات لحاكم هلبرشتات النازي ليرفع راية بيضاء في قاعة المدينة كرمز للاستسلام. فرفض، ولم ترفع راية بيضاء ويوم 8 أبريل 1945، قامت 218 من القلاع الطائرة التابعة للقوة الجوية الثامنة، يرافقه 239 من مقاتل، باسقاط 595 طن من القنابل على مركز هلبرشتات. راح ضحية الهجوم 2500 شخص وحول معظم البلدة القديمة إلى مايقارب من 1.5 مليون متر مكعب من الأنقاض، واحتلتها القوات الأمريكية بعد ثلاثة أيام لفترة وجيزة. أصبحت المدينة جزءاً من ولاية ساكسونيا أنهالت بين عامي 1945-1952، وبعد ذلك داخل دائرة ماغدبورغ في ألمانيا الشرقية. بعد إعادة توحيد ألمانيا صارت هلبرشتات جزءاً من ساكسونيا أنهالت المستعادة.

### أبطأ وأطول حفل موسيقي في العالم
بدأ أداء جون كيج على الأرغون لقطعته المسماة «أبطأ ما ممكن» في كنيسة بورشاردي في هلبرشتات في سبتمبر 2001؛ ومن المقرر استمرار أداء 639 سنة. بدأت الحفلة في 5 أيلول عام 2001 مع استراحة تستمر 17 شهراً. عادة ما يكثر زوار الكنيسة في مواعيد تغيير الصوت.

## توأمة
لهلبرشتات اتفاقيات توأمة مع كل من:
- بانسكا بيستريتسا
- فولفسبورغ (1989 -)
- ناخود
- Villars, Loire [الإنجليزية]‏
- Torredembarra [الإنجليزية]‏

## أعلام
- كريستيان أوغستين
- هيلموت فايدلينغ
- فرديناند هاين
- ألكسندر كلوج
- ألبرت بورمان
- يورغن سبارفاسر
- غورغ شتومه
- يوهان بانير